# Sicko (Recz)
Sicko (deutsch Altenwedel, früher Altenwedell) ist ein Dorf in der polnischen Woiwodschaft Westpommern. Das Dorf gehört zur Gmina Recz (Stadt- und Landgemeinde Reetz) im Powiat Choszczeński (Arnswalde).

## Geographische Lage
Das Dorf liegt in Hinterpommern, etwa 60 km östlich von Stettin. Knapp nördlich des Dorfes verläuft in West-Ost-Richtung die Landesstraße 10, die hier der ehemaligen Reichsstraße 104 entspricht. Nachbarorte sind entlang der Landesstraße im Osten die Stadt Recz (Reetz) und im Westen das Dorf Wapnica (Ravenstein).
Südöstlich des Dorfes fließt die Ina (Ihna).

## Geschichte
Das Dorf ist als Doppelangerdorf angelegt. Hier befand sich die erste Stammburg der Familie Wedel in Pommern, bis die Familie sich im Jahre 1313 etwa 20 km weiter östlich in Neuwedell ihr dortiges Schloss errichtete.
Brüggemann  beschreibt Altenwedel 1784 als ein Bauerndorf, das  31 Bauern, darunter  der Freischulze, und insgesamt 66 Feuerstellen (Haushaltungen) aufweist und zum Amt Saatzig gehört. Das Amt Saatzig umfasste  um 1778 insgesamt 15 Ortschaften.
Vor 1945 bildete Altenwedel mit seinen Wohnplätzen Hasselbruch, Neuglück, Pommerschhaus, Wassermühle und Wegnershof eine Landgemeinde im Kreis Saatzig in der preußischen Provinz Pommern. Altenwedel lag am südöstlichen Rand des Kreises. Die Ihna bildete die Grenze zum benachbarten Kreis Arnswalde, zu dem bereits die Nachbarstadt Reetz gehörte. Die Kreisgrenze bildete zugleich die historische Grenze zwischen Pommern und der Neumark; erst im Rahmen einer Neugliederung im Jahre 1938 wurde der neumärkische Kreis Arnswalde in die Provinz Pommern eingegliedert.
Nach dem Zweiten Weltkrieg wurde das Dorf im Sommer 1945, wie ganz Hinterpommern, von der Sowjetunion unter polnische Verwaltung gestellt. Das Dorf erhielt den polnischen Ortsnamen Sicko. Die einheimische  Bevölkerung wurde in der Folgezeit größtenteils von der örtlichen polnischen Verwaltungsbehörde vertrieben.
Das Dorf ist heute Sitz eines Schulzenamts in der Gmina Recz (Stadt- und Landgemeinde Reetz). Zu dem Schulzenamt gehört auch der Wohnplatz Trzebień (Wegnershof).

### Bevölkerungsentwicklung
| Jahr | Einwohner | Anmerkungen                                                                        |
| ---- | --------- | ---------------------------------------------------------------------------------- |
| 1867 | 619       | [ 3 ]                                                                              |
| 1871 | 612       | darunter 596 Evangelische, acht Katholiken, zwei sonstige Christen und sechs Juden |
| 1925 | 563       | darunter 560 Evangelische und eine Person jüdischer Konfession                     |
| 1933 | 555       | [ 5 ]                                                                              |
| 1939 | 524       | [ 5 ]                                                                              |

## Kirche

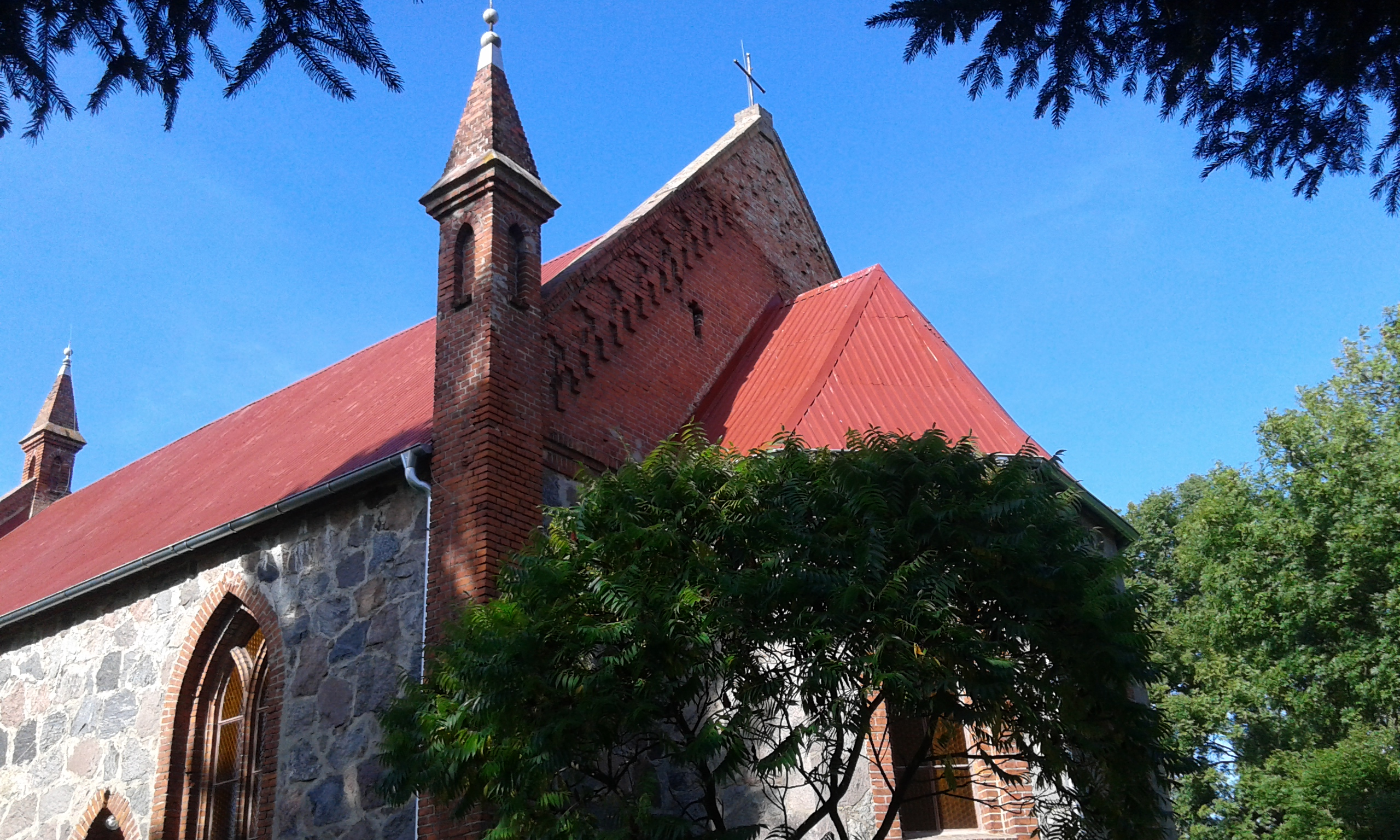
Kirche in Sicko

Die Kirche in Altenwedel, die bis 1945 evangelisch war, wurde Ende des 19. Jahrhunderts errichtet.